# Hemda ben Jehuda

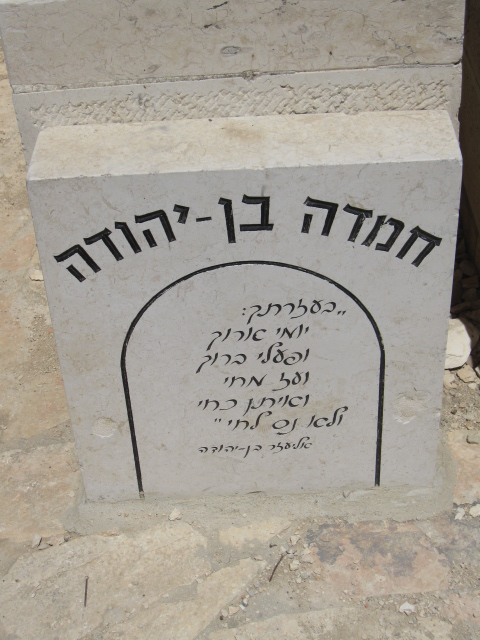
Grób Hemdy ben Jehudy

Hemda ben Jehuda (ur. 7 kwietnia 1873 w Dryssie, zm. 26 sierpnia 1951 w Jerozolimie) – żydowska dziennikarka, pisarka i działaczka na rzecz praw kobiet. Jedna z pierwszych pisarek piszących w języku hebrajskim. Żona Eliezera ben Jehudy.

## Życiorys
Urodziła się jako Bella Jonas, piąte dziecko pisarza i syjonisty Szlomo Naftalego Herza Jonasa i Rywki Leah. Gdy miała 9 lat, ojciec zmienił jej imię na Belle. W 1882 roku wraz z rodziną przeprowadziła się do Moskwy, ukończyła tam szkołę podstawową i średnią, a następnie studiowała chemię. Po przeprowadzce do Moskwy przyjęła imię Paula.
W 1891 roku na gruźlicę zmarła Debora, siostra Pauli i pierwsza żona Eliezera ben Jehudy. Po kilku tygodniach od jej śmierci Eliezer ben Jehuda poprosił o rękę Pauli, twierdząc, że taka była wola jej siostry. W 1892 roku rodzina Jonasów postanowiła o wyjeździe do Palestyny, a Paula porzuciła studia. 29 marca tego samego roku Paula wzięła w Stambule ślub z Eliezerem ben Jehudą, przyjmując następnie imię Hemda. Z Eliezerem ben Jehudą miała szóstkę dzieci: Deborę i Ehuda (zmarłe w dzieciństwie), Adę, Ehuda-Szlomo, Deborę-Dolę i Zilpę.
15 kwietnia 1892 roku dotarła wraz z rodziną do Palestyny i zamieszkała z mężem w Jerozolimie. Współpracowała z mężem przy redakcji i drukowaniu gazety „Ha-Cwi”, od 1900 roku była właścicielką gazety „Haszkafa”. Od 1897 roku publikowała w gazetach we własnej kolumnie, prowadziła także pierwszą w języku hebrajskim kolumnę dotyczącą mody oraz była autorką jednych z pierwszych felietonów w tym języku.
Zajmowała się także zbieraniem funduszy na działalność Eliezera ben Jehudy, wraz z nim brała także udział w spotkaniach, wystąpieniach i innych wydarzeniach. Brała udział w przygotowaniu i publikacji pierwszego słownika współczesnego języka hebrajskiego, a po śmierci męża w 1922 roku prowadziła starania dotyczące publikacji pozostałych części słownika. W 1892 roku wspierała powstanie pierwszej gazety dla dzieci w języku hebrajskim, zajmowała się również tłumaczeniem poezji dla dzieci z języka rosyjskiego na hebrajski.
Podczas I wojny światowej przebywała wraz z mężem w Stanach Zjednoczonych. Od 1915 roku publikowała w hebrajskich czasopismach w USA, publikowała także fikcję literacką oraz książki dla dzieci. Była także autorką trylogii na temat rodziny ben Jehudów, z której opublikowano jednak tylko dwie części. Jej książki wydawano m.in. we Wiedniu, Krakowie, Wilnie i Warszawie.  
Promowała także równouprawnienie kobiet w ramach osadnictwa żydowskiego w Palestynie, uważała jednak, że emancypacja kobiet może mieć miejsce dopiero po powstaniu państwa Izrael. Wzywała również kobiety do aktywnego uczestnictwa w życiu publicznym w Palestynie.